# Президентские выборы в США (2028)
Очередные президентские выборы в США запланированы на вторник 7 ноября 2028 года. Это будут 61-е президентские выборы в истории страны, на которых будет избран 48-й президент США. Инаугурация избранного президента состоится 20 января 2029 года.

## Процедура
Согласно второй статье конституции США, для избрания президентом кандидат должен быть гражданином США по рождению, он должен быть не моложе 35 лет и прожить на территории страны не менее 14 лет. Кандидаты в президенты выдвигаются от своих политических партий, как правило, по результатам праймериз и кокусов, в ходе которых определяется число делегатов, уполномоченных отдать голос за того или иного кандидата на национальном партийном съезде. Национальный партийный съезд определяет и кандидата на пост вице-президента для формирования соответствующих списков.

## Предполагаемые кандидаты
Накануне выборов 2024 года было известно, что представитель Республиканской партии Дональд Трамп в случае своего поражения не будет выдвигать свою кандидатуру в 2028 году. Он заявил об этом в сентябре 2024 года в эфире передачи Full Measure. При этом опрос, организованный фирмой Redfield & Wilton Strategies по заказу журнала Newsweek, показал, что 51 % опрошенных из числа сторонников Трампа за то, чтобы он баллотировался в 2028 году в случае поражения в 2024-м, а 38 % против. 82 % сторонников кандидата от Демократической партии Камалы Харрис предпочли бы, чтобы Трамп не был её конкурентом в 2028 году. Исходя из этих данных, в редакции Newsweek предположили, что у Трампа есть реальные шансы на победу в 2028 году. При этом отмечалось, что гипотетическому кандидату на момент выборов будет 82 года.
Победа Трампа в 2024 году увеличила вероятность выдвижения в 2028 году от Республиканской партии Джеймса Дэвида Вэнса: Трамп не сможет больше баллотироваться по причине законодательного ограничения в два президентских срока, а также из-за состояния его здоровья.
Демократическая партия
- Камала Харрис[11] — 49-й вице-президент США с 20 января 2021 года по 20 января 2025 года во время президентства Байдена, кандидат в президенты 2024 года[12];
- Тим Уолз — губернатор штата Миннесота, кандидат в вице-президенты США на выборах 2024 года[13][14];
- Энди Бешир — губернатор штата Кентукки[15][16];
- Гэвин Ньюсом — губернатор штата Калифорния[17];
- Гретхен Уитмер — губернатор штата Мичиган[18];
- Джош Шапиро — губернатор штата Пенсильвания[18];
- Пит Буттиджич — министр транспорта США во время президентства Байдена, участник праймериз Демократической партии 2020 года[19].

Республиканская партия
- Джеймс Дэвид Вэнс — 50-й вице-президент США с 2025 года во время второго президентства Трампа;
- Рон Десантис — губернатор штата Флорида, участник праймериз Республиканской партии 2024 года[20];
- Тед Круз — сенатор от штата Техас[21];
- Гленн Янгкин — губернатор штата Виргиния[21].
- Марко Рубио — 72-й государственный секретарь США с 2025 года во время второго президентства Трампа; участник праймериз Республиканской партии 2016 года[22].